# Der Patrizier
Der Patrizier ist eine Spielereihe von Wirtschaftssimulationen. Es gibt drei Serienteile. Da die Erweiterung Patrizier 2: Aufschwung der Hanse international als Patrician III: Rise of the Hanse vermarktet wurde, entfällt der dritte Teil im deutschsprachigen Raum und es wurde mit Patrizier 4 weitergezählt.

## Der Patrizier
Der Patrizier verfügt über Handels-, Politik- und Rollenspielanteile, die mit einem für den Erscheinungszeitpunkt erheblichen Aufwand umgesetzt worden sind. Ziel des Spiels ist es, als Krönung einer erfolgreichen wirtschaftlichen Laufbahn der Eldermann (oberster Vorsitzender der Hanse) zu werden. Dazu muss das notwendige Ansehen beim Volk und in der Politik in den verschiedenen Hansestädten gewonnen werden, zum Beispiel durch Spenden, Gildenmitgliedschaften, Vergabe zinsgünstiger Kredite, Lieferung knapper Waren oder die Abwehr von Piraten.

### Spielverlauf
Das Spiel verfügt über eine ausgereifte KI. So reagiert es z. B. auf die Handelsaktionen der Spieler und simuliert Angebot und Nachfrage entsprechend. Wer sich als Spieler z. B. ausschließlich auf festen Routen bewegt oder auf den Handel mit Luxusgütern beschränken möchte, bewirkt einen Sättigungseffekt am Markt und wird dadurch gezwungen, seine Strategie anzupassen. Das Spiel ist insofern nicht über längere Zeit mit der gleichen Handelsstrategie zu meistern. Die britische Zeitschrift AUI stellt vielmehr klar, in Anbetracht der Komplexität des Spiels solle man als Käufer besser nicht abgeneigt sein, bei Gelegenheit auch einmal zu Stift und Papier zu greifen, um die Wirtschaftlichkeit der eigenen Strategie auch zu prüfen.

### Aufbereitung historischer Ereignisse
Der Patrizier zeichnet sich durch eine für ein Computerspiel sehr fundierte Aufbereitung der realen historischen Gegebenheiten des Spielthemas aus; die Zeitschrift Powerplay spricht sogar von einem „Musterbeispiel historischer Recherche“ und verweist auf die historisch richtig wiedergegebenen Fakten in den Kernelementen des Spiels (Warenangebot in den Städten, Namen wichtiger Personen, korrekt übernommene Daten von Seuchen, Bränden und Hungersnöten) ebenso wie in kleinen Spieldetails (z. B. eine authentische Speisenreihenfolge in der Ratsversammlung).
Dem Spiel lag neben dem Handbuch noch ein zweites Buch mit einem Abriss des geschichtlichen Hintergrundes des Spiels bei.

### Pressestimmen
Das Spiel schnitt in der deutsch- und englischsprachigen Fachpresse fast durchweg positiv ab. Spielspaß, Grafik und Bedienung wurden mit durchschnittlich 80 % bewertet. Von der Zeitschrift Amiga Joker gab es den Hit-Award. Lediglich die Vertonung wurde mehrfach als zu eintönig kritisiert.
Einzelzitate:
- „… so und nicht anders muss eine Handelssimulation aussehen …“ (Zeitschrift Amiga Power)[2]
- „Complex, involving, and addictive.“ (Zeitschrift Amiga Format)[5]
- „… it's actually a challenge to make money rather than just a process of the game … it's trade-tastic, mate!“ (Zeitschrift The One Amiga)[7]

## Patrizier 2
Im November 2000 veröffentlichte Ascaron die Fortsetzung Patrizier 2 (Untertitel: Geld & Macht). Im Gegensatz zum Vorgänger präsentiert sich Patrizier 2 zeitgemäß in isometrischer 2D-Perspektive, in Echtzeit und mit Netzwerk-Mehrspielermodus. Spielprinzip und -ziel sind fast gleich, jedoch unterscheidet es sich deutlich vom Vorgänger durch die Verlegung des Schwerpunktes vom reinen Handel auf Handel mit Aufbau-Charakter; beispielsweise ist nun der Bau von Manufakturen und anderen Gebäuden möglich.
Der Hersteller veröffentlichte im Oktober 2001 eine Erweiterung mit dem Titel Aufschwung der Hanse. Die größte Änderung ist laut der Website Gamershell ein Online-Mehrspielermodus. IGN schreibt von Optimierungen und kleinen Erweiterungen, die zusammengenommen die Spielmechanik erheblich erweiterten oder verbesserten. Außerdem wurde z. B. ein Karteneditor programmiert oder neue Städte hinzugefügt. Da der Verleger das Add-on außerhalb des deutschsprachigen Raums als Patrician 3 zum Vollpreis vermarktete, bewertete beispielsweise das amerikanische Spielemagazin Computer Gaming World die Erweiterung schlechter als Patrizier 2. Da sich im Vergleich zum zweiten Teil nur wenig geändert habe, gebe es keinen zwingenden Grund, das Spiel zum Vollpreis zu erwerben.
Außerdem gibt es noch Patrizier 2 Gold, das nur eine Verkaufsversion ist, die es z. B. in Computer Bild Spiele gab. Die Gold-Edition wird jedoch auch von Distributoren, welche sich auf den Niedrigpreissektor spezialisiert haben, vertrieben. In dieser Edition gibt es noch weitere Extras.

## Patrizier 4
Im September 2010 erschien Patrizier 4, das erste Spiel des 2009 neugegründeten Spieleentwicklers Gaming Minds. Veröffentlicht wurde das Spiel durch Kalypso Media, welche ebenfalls 2009 nach der Insolvenz von Ascaron mehrere Mitarbeiter und die Markenrechte einiger Spiele dieses Unternehmens übernommen bzw. erworben und daraufhin eine Fortsetzung der Patrizier-Reihe angekündigt hatte.
Die Benennung des eigentlich erst dritten Teils als Patrizier 4 rührt daher, dass das Add-on zum Vorgänger Patrizier 2 international als Patrician 3 veröffentlicht worden war.
Im Vergleich zum Vorgänger änderte sich am grundlegenden Spielprinzip wenig, allerdings wurden neue Schiffe und Waren hinzugefügt, andere Warentypen wurden entfernt. Des Weiteren ist es jetzt möglich, Forschung zu betreiben, welche zwingend notwendig ist, wenn man die höheren Schiffstypen (Holke, Flusskoggen, Hansekoggen, Kraveele), größere Werften nutzen sowie Effizienzsteigerungen in Handel und Produktion haben möchte.
Wenn der Computer des Nutzers mit dem Internet verbunden ist, dann ist es notwendig, dass man sich mit einem Kalypsonutzerkonto anmeldet.

## Patrizier Online
Für das Frühjahr 2011 kündigte Kalypso Media den Start von Patrizier Online als kostenloses Browsergame an. Diese MMO-Version des Spiels ermöglichte das Spielen gegen viele reale Mitspieler. Hierbei wurde KI durch die realen Spieler ersetzt, die den Markt mit Angebot und Nachfrage bestimmten. Ebenso wurden politische Strukturen und Allianzen von den Mitspielern erzeugt. Die Online-Version wurde allerdings bereits im Dezember 2012 wieder eingestellt.